# Elias Motsoaledi
Elias Motsoaledi, född 26 juli 1924, död 9 maj 1994, var en sydafrikansk antiapartheidaktivist och politisk fånge som dömdes vid Rivoniarättegången och som tillbringade 26 år i fängelse på Robben Island under apartheidregimen.